# Tyrannische Liebe
Tyrannische Liebe (Originaltitel: Love Me or Leave Me, Alternativtitel: Nachtclub-Affären) ist ein US-amerikanisches Filmmusical von Charles Vidor aus dem Jahr 1955 mit Doris Day und James Cagney in den Hauptrollen. Erzählt wird die Lebensgeschichte der Sängerin und Schauspielerin Ruth Etting, die mit einem Gangster liiert war, der ihre Karriere vorantrieb, sie aber gleichzeitig mit seiner „tyrannischen Liebe“ quälte.

## Handlung
Die junge und ehrgeizige Ruth Etting arbeitet während der 1920er Jahre als Sängerin in einem kleinen schäbigen Tanzlokal in Chicago. Sie träumt von einer großen Karriere. Eines Tages lernt sie den Mafia-Gangster Martin Snyder kennen, der ihr mit seinen Kontakten zur Nachtclubszene dabei helfen will, ein großer Star zu werden. Er verschafft ihr vielversprechende Engagements und sogar eine eigene Radioshow. Ruth, die zunehmend auf ihn angewiesen ist, lehnt jedoch stets eine ernste Beziehung zu ihm ab. Bei einem ihrer Auftritte trifft Ruth auf den Pianisten Johnny Alderman, der sich ebenso wie Martin in Ruth verliebt, weshalb beide Männer aus Eifersucht wiederholt aneinandergeraten.
Martin sorgt schließlich dafür, dass Ruth in New York mit den berühmten Ziegfeld Follies auftreten darf. Als ihm dort von den Theaterleuten nicht der Respekt entgegengebracht wird, den er aus Chicago gewohnt ist, wird er wütend und will sofort zu Ruths großer Enttäuschung ihren Vertrag mit den Ziegfeld Follies aufkündigen. Ruth liebt Martin zwar nicht, willigt aber aus Pflichtgefühl ein, ihn zu heiraten und die Follies zu verlassen. Ihrer Popularität tut dies keinen Abbruch, denn Martin widmet nun seine Zeit ganz allein Ruths Karriere. Als er für sie eine Rolle in einem Film aushandelt, reagiert sie zunächst verstimmt. Erst als sie erfährt, dass Johnny mit ihr an dem Film arbeiten wird, freut sie sich schließlich doch auf ihren ersten Leinwandauftritt.
Als auch Martin entdeckt, dass Johnny als musikalischer Leiter des Films arbeitet, gerät er außer sich vor Wut. Ruth wirft ihm vor, nie etwas eigenständig in seinem Leben erreicht zu haben, worauf er einen Nachtclub kauft, den er ganz groß rausbringen will. Da Ruth sich weigert, ihre Filmkarriere aufzugeben, um in Martins Lokal zu singen, verliert Martin erneut die Geduld und gibt ihr eine Ohrfeige. Ruth bittet ihn kurz darauf um die Scheidung, was Martin tief verletzt. Johnny wird daraufhin nach einem Besuch bei Ruth, bei dem sich beide näher gekommen sind, auf dem Weg zu seinem Auto von Martin niedergeschossen. Ruth besucht Martin später im Gefängnis und erzählt ihm, dass sie Johnny, der verletzt im Krankenhaus liegt und sich auf dem Weg der Genesung befindet, heiraten möchte. Obwohl sich Ruth bei Martin für alles bedankt, was er für ihre Karriere getan hat, weigert er sich, ihr überhaupt zuzuhören.
Bald darauf wird Martin durch die Hilfe seines Freundes Bernard V. Loomis wieder frei gelassen. Als er in seinem Nachtclub eintrifft, in dem bereits viele Gäste und zahlreiche Presseleute zugegen sind, stellt er zu seinem Entsetzen fest, dass ausgerechnet Ruth dort auftreten wird. Er lässt sie jedoch singen, da er trotz ihrer privaten Differenzen noch immer von ihrem Talent überzeugt ist und großen Stolz für sie empfindet.

## Hintergrund
Für die Rolle der Ruth Etting war zunächst Jane Powell im Gespräch. 1953 wurde die Sängerin Jane Morgan von MGM für die Rolle getestet. Im Frühjahr 1954 hieß es, Ava Gardner solle Etting spielen. Sie lehnte die Rolle jedoch ab und wurde in der Folge von MGM zeitweilig suspendiert. Für die Rolle des Martin Snyder zog man ursprünglich auch Humphrey Bogart, Richard Widmark und Farley Granger in Betracht.
Die Filmpremiere fand am 26. Mai 1955 in New York statt. In Deutschland kam Tyrannische Liebe am 16. März 1955 in die Kinos. Am 1. Januar 1973 wurde der Film vom ZDF erstmals im deutschen Fernsehen gezeigt.

## Musik- und Tanznummern
Die meisten Lieder des Films wurden ursprünglich von Ruth Etting in den 1930er Jahren aufgenommen. Zwei der Songs wurden jedoch speziell für den Film geschrieben – Never Look Back von Chilton Price und  I’ll Never Stop Loving You von Nikolaus Brodszky und Sammy Cahn.
- I’m Sitting on Top of the World (Ray Henderson/Sam Lewis/Joe Young): gesungen von Claude Stroud
- It All Depends On You (Ray Henderson/Buddy DeSylva/Lew Brown): gesungen von Doris Day
- You Made Me Love You (I Didn’t Want to Do It) (James V. Monaco/Joseph McCarthy): gesungen von Doris Day
- Stay On the Right Side Sister (Rube Bloom/Ted Koehler): gesungen von Doris Day
- Everybody Loves My Baby (but My Baby Don’t Love Nobody but Me) (Spencer Williams/Jack Palmer): gesungen von Doris Day
- Mean to Me (Fred Ahlert/Roy Turk): gesungen von Doris Day
- Sam, the Old Accordion Man (Walter Donaldson): gesungen von Doris Day
- Shaking the Blues Away (Irving Berlin): gesungen von Doris Day, getanzt von Day und weiteren Tänzern
- Ten Cents a Dance (Richard Rodgers/Lorenz Hart): gesungen von Doris Day
- I’ll Never Stop Loving You (Nikolaus Brodszky/Sammy Cahn): gesungen von Doris Day
- Never Look Back (Chilton Price): gesungen von Doris Day
- At Sundown (Love Is Calling Me Home) (Walter Donaldson): gesungen von Doris Day
- Love Me or Leave Me (Walter Donaldson/Gus Kahn): gesungen von Doris Day
- Five Foot Two, Eyes of Blue (Has Anybody Seen My Girl?) (Ray Henderson): getanzt von Doris Day und Revuemädchen
- I Miss My Swiss (My Swiss Miss Misses Me) (Abel Baer/L. Wolfe Gilbert): gesungen von Revuemädchen
- What Can I Say After I Say I’m Sorry? (Walter Donaldson/Abe Lyman): gesungen von Doris Day
- I Cried for You (Arthur Freed/Gus Arnheim/Abe Lyman): gesungen von Doris Day
- My Blue Heaven (Walter Donaldson/George Whiting): gesungen von Doris Day

## Kritiken
Bosley Crowther von der New York Times lobte James Cagney, der seine Rolle „mit seinem Schwung und seiner Kunstfertigkeit“ erträglich und dank seiner Fähigkeit, ihr „eine gewisse Lebendigkeit und Ritterlichkeit zu verleihen“, sogar „ein wenig sympathisch“ mache. Cagney und Doris Day hätten „sehr gute“ Arbeit geleistet und bildeten „für ein Musical ein ungewöhnlich interessantes und dramatisches Leinwandpaar“. Die Szene, in der Cagney Day eine Ohrfeige verpasst, wirke so real wie jene in Der öffentliche Feind, wo Cagney Mae Clarke eine Grapefruit ins Gesicht drückt. Auch sei „kaum jemand besser qualifiziert, Ruth Ettings alte Lieder zu singen, als die liebliche und gefühlvolle Day“.
Variety meinte, dass das Unkonventionelle an der „sonderbaren Beziehung“ zwischen Etting und dem Gangster im Film „ehrlich und realistisch“ dargestellt werde, was beim Zuschauen „gemischte Gefühle“ hervorrufe. James Cagneys Porträt des Unterweltganoven erinnere an seine Gangsterfilme bei Warner Brothers in den frühen 1930er Jahren. Er sei „abgebrüht, grausam, sadistisch und erbarmungslos“. Die MGM-Produktion liefere in Farbe und CinemaScope „ein prächtiges Bild der wilden 1920er mit mutigen und ausgezeichneten Vorstellungen“ der Schauspieler.
„Die Story bietet für einen biografischen Musikfilm nichts Besonderes; ungewöhnlich interessant ist jedoch die Charakterstudie eines Impresarios und Gangsters“, urteilte das Lexikon des internationalen Films. Die Filmzeitschrift Cinema hob dagegen die Hauptdarstellerin in ihrem Fazit hervor: „Obwohl untypisch, Doris Days beste Rolle!“ Der Filmkritiker Leonard Maltin bezeichnete den Film rückblickend als „[f]esselndes Musical“, das mit „starken Vorstellungen“ von Day und Cagney aufwarten könne.

## Auszeichnungen
Bei der Oscarverleihung 1956 war der Film in sechs Kategorien nominiert: Bester Hauptdarsteller (James Cagney), Bester Ton, Beste Filmmusik, Bester Song (I’ll Never Stop Loving You), Bestes adaptiertes Drehbuch und Beste Originalgeschichte. Doch lediglich in letzterer Kategorie konnte sich Autor Daniel Fuchs gegen die Konkurrenz durchsetzen. Zudem erhielten er und Isobel Lennart 1956 einen Preis der Writers Guild of America für das beste Filmmusical. Eine Nominierung für einen weiteren Preis bekam Regisseur Charles Vidor von der Directors Guild of America.

## Deutsche Fassung
Die deutsche Synchronfassung entstand 1956 im MGM-Synchronisations-Atelier in Berlin.
| Rolle             | Darsteller       | Synchronsprecher      |
| ----------------- | ---------------- | --------------------- |
| Ruth Etting       | Doris Day        | Tilly Lauenstein      |
| Martin Snyder     | James Cagney     | Ernst Schröder        |
| Johnny Alderman   | Cameron Mitchell | Heinz Drache          |
| Bernard V. Loomis | Robert Keith     | Paul Wagner           |
| Frobisher         | Tom Tully        | Walther Suessenguth   |
| Georgie           | Harry Bellaver   | Clemens Hasse         |
| Paul Hunter       | Richard Gaines   | Martin Held           |
| Fred Taylor       | Peter Leeds      | Horst Niendorf        |
| Greg Trent        | John Harding     | Siegfried Schürenberg |